# آلفا رومئو ۳۳٫۲

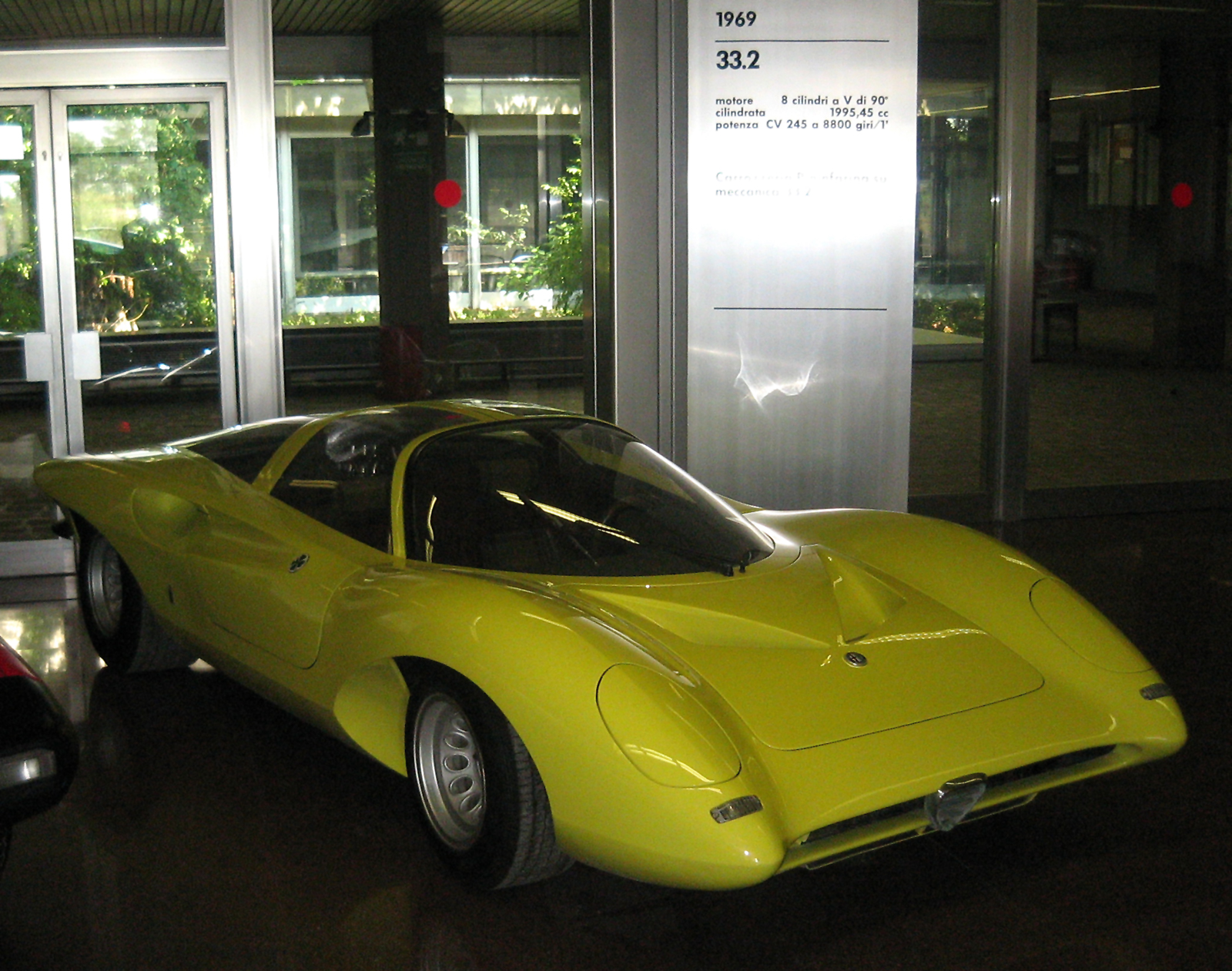

آلفارومئو ۳۳٫۲ (Alfa Romeo ۳۳٫۲) خودرویی است که در سال‌های ۱۹۶۹تولید شده‌است. طول آن در حالت طبیعی ۴٬۰۰۰ میلیمتر (۱۶۰ اینچ)و عرض آن در حالت طبیعی ۱٬۸۰۰ میلیمتر (۷۱ اینچ) است.
موتور آن ۱۹۹۵ سی‌سی سیستم جعبه‌دندهٔ آن ۶ دنده به صورت دستی است.